# Chemin Vert (stanice metra v Paříži)
Chemin Vert [šmen vér] je nepřestupní stanice pařížského metra na lince 8 na hranicích 3. a 11. obvodu v Paříži. Nachází se pod Boulevardem Beaumarchais.

## Historie
Stanice byla otevřena 5. května 1931 při prodloužení linky v úseku Richelieu – Drouot ↔ Porte de Charenton.

## Název
Její jméno znamená v češtině Zelená cesta a je pojmenována po nedaleké ulici Rue du Chemin-Vert, která byla zřízena na místě cesty, která vedla do zelinářských zahrad.

## Vstupy
Dva východy vedou na Boulevard Beaumarchais před dům č. 51.

## Zajímavosti v okolí
- Canal Saint-Martin
- Place des Vosges